# Lijst van stijlfiguren
Dit is een lijst van stijlfiguren.
| - abissio - abusio - accismus - acconsonantie - accumulatio - acryologie - adjectio - adnominatio - adynaton - allegorie - alliteratie - allusie - als-vergelijking - ambiguïteit - amplificatie - anaclasis - anadiplosis - anafoor - anakoloet - anamnesis - anastrofe - anatopisme - animalisering - annominatio - antanaclasis - anticipatie - anticlimax - antifrase - antimetabool - antistasis - antithese - antonomasie - apocope - apokoinou - aporie - aposiopese - apostrof - appositie - archaïsme - assonantie - asteïsme - asyndetische vergelijking - asyndeton - auxesis | - bathos - battologie - alle vormen van beeldspraak: - allegorie - animalisering - homerische vergelijking - metafoor - metonymie - personificatie - synesthesie - vegetalisering - vergelijking - bijstelling - bombast - boutade - brachylogie - brevitas - calembour - catachrese - chiasme - cliché - climax - clou - comparatio - complexio - concessio - concetto - contaminatie - contractie - constructio ad sensum - contradictio in adjecto - contradictio in terminis - correctio - cynisme | - deinosis - descriptio - diacope - diafoor - diëresis - digressio - distinctio - dooddoener - dubitatio - dysfemisme - effictio - ekfonesis - ekfrasis - elisie - ellips - emfase - enallage - enantiosis - energia - enclise - enumeratie - epanadiplosis - epanafoor - epanalepsis - epanodos - epanorthosis - epenthesis - epiclasis - epifoor - epifrase - epistrofe - epitrope - epitheton (ornans) - epizeuxis - eufemisme - exclamatio - excursio - flashback - flashforward - figura etymologica - figuurlijke betekenis | - gedachtenrijm - gemeenplaats - geminatio - gnome - hendiadys - herhaling - homerische vergelijking - homoioteleuton - hypallage - hyperbaton - hyperbool - hypotyposis - hysteron proteron - hystherologie - hypallage - in medias res - incantatie - inversie - invocatio - inquit-formule - ironie - isocolon - iteratio - kenning - klanknabootsing - kruisstelling - kyklos - litotes - malapropisme - meiose - mesodiplosis - metafoor - metalepsis - metonymie | - occupatio - omkering - omschrijving - onomatopee - opeenstapeling - opsomming - optatie - overdrijving - oxymoron - palilogie - parabool - paradox - parafrase - paragoge - paraleipsis - parallellisme - parenthese - paronomasie - pars pro toto - pauzerijm - percontatio - perifrase - permissio - personificatie - pleonasme - ploke - pointe - polyptoton - polysyndeton - praemunitio - praeteritio - pregnantie - preteritio - proclise - prolepsis - proteron hysteron - prothysteron | - refutatio - repetitio - reticentie - retorische vraag - rijm - sarcasme - sermocinatio - spoonerisme - stafrijm - syllepsis - symploke - synalephe - syncope - synecdoche - synesthesie - tautologie - tmesis - toespeling - topos - tricolon - troop (trope, tropos) - understatement - variatio - vegetalisering - vergelijking - vooropplaatsing - vulgarisme - woordherhaling - zedenspreuk - zelfcorrectie - zeugma - zinspeling |